# Майк Фоліньйо
Майк Фоліньйо (англ. Mike Foligno, нар. 29 січня 1959, Садбері) — канадський хокеїст, що грав на позиції крайнього нападника. Грав за збірну команду Канади.
Провів понад тисячу матчів у Національній хокейній лізі.
Батько хокеїстів Ніка і Маркуса Фоліньйо

## Ігрова кар'єра
Хокейну кар'єру розпочав 1975 року.
1979 року був обраний на драфті НХЛ під 3-м загальним номером командою «Детройт Ред-Вінгс».
Протягом професійної клубної ігрової кар'єри, що тривала 16 років, захищав кольори команд «Детройт Ред-Вінгс», «Баффало Сейбрс», «Торонто Мейпл-Ліфс» та «Флорида Пантерс».
Загалом провів 1075 матчів у НХЛ, включаючи 57 ігор плей-оф Кубка Стенлі.
Виступав за збірну Канади.

## Тренерська робота
Працював асистентом головного тренера в клубах НХЛ «Анагайм Дакс», «Колорадо Аваланч», «Нью-Джерсі Девілс» та «Торонто Мейпл-Ліфс».
Як головний тренер працював з командою АХЛ «Герші Берс» — п'ять сезонів (1998—2003) та клубом ОХЛ «Садбері Вулвс» — сім сезонів (2003—2010).

## Нагороди та досягнення
- Бронзовий призер чемпіонату світу 1986.

## Статистика
| Сезон        | Клуб                 | Ліга         | Регулярний сезон | Регулярний сезон | Регулярний сезон | Регулярний сезон | Регулярний сезон | Плей-оф | Плей-оф | Плей-оф | Плей-оф | Плей-оф |
| ------------ | -------------------- | ------------ | ---------------- | ---------------- | ---------------- | ---------------- | ---------------- | ------- | ------- | ------- | ------- | ------- |
| Сезон        | Клуб                 | Ліга         | І                | Г                | П                | О                | ШХ               | І       | Г       | П       | О       | ШХ      |
| 1975–76      | «Садбері Вулвс»      | ОХЛ          | 57               | 22               | 14               | 36               | 45               | 16      | 4       | 3       | 7       | 6       |
| 1976–77      | «Садбері Вулвс»      | ОХЛ          | 66               | 31               | 44               | 75               | 62               | 6       | 3       | 1       | 4       | 7       |
| 1977–78      | «Садбері Вулвс»      | ОХЛ          | 67               | 47               | 39               | 86               | 112              | —       | —       | —       | —       | —       |
| 1978–79      | «Садбері Вулвс»      | ОХЛ          | 68               | 65               | 85               | 150              | 98               | 10      | 5       | 5       | 10      | 14      |
| 1979–80      | «Детройт Ред-Вінгс»  | НХЛ          | 80               | 36               | 35               | 71               | 109              | —       | —       | —       | —       | —       |
| 1980–81      | «Детройт Ред-Вінгс»  | НХЛ          | 80               | 28               | 35               | 63               | 210              | —       | —       | —       | —       | —       |
| 1981–82      | «Детройт Ред-Вінгс»  | НХЛ          | 26               | 13               | 13               | 26               | 28               | —       | —       | —       | —       | —       |
| 1981–82      | «Баффало Сейбрс»     | НХЛ          | 56               | 20               | 31               | 51               | 149              | 4       | 2       | 0       | 2       | 9       |
| 1982–83      | «Баффало Сейбрс»     | НХЛ          | 66               | 22               | 25               | 47               | 135              | 10      | 2       | 3       | 5       | 39      |
| 1983–84      | «Баффало Сейбрс»     | НХЛ          | 70               | 32               | 31               | 63               | 151              | 3       | 2       | 1       | 3       | 19      |
| 1984–85      | «Баффало Сейбрс»     | НХЛ          | 77               | 27               | 29               | 56               | 154              | 5       | 1       | 3       | 4       | 12      |
| 1985–86      | «Баффало Сейбрс»     | НХЛ          | 79               | 41               | 39               | 80               | 168              | —       | —       | —       | —       | —       |
| 1986–87      | «Баффало Сейбрс»     | НХЛ          | 75               | 30               | 29               | 59               | 176              | —       | —       | —       | —       | —       |
| 1987–88      | «Баффало Сейбрс»     | НХЛ          | 74               | 29               | 28               | 57               | 220              | 6       | 3       | 2       | 5       | 31      |
| 1988–89      | «Баффало Сейбрс»     | НХЛ          | 75               | 27               | 22               | 49               | 156              | 5       | 3       | 1       | 4       | 21      |
| 1989–90      | «Баффало Сейбрс»     | НХЛ          | 61               | 15               | 25               | 40               | 99               | 6       | 0       | 1       | 1       | 12      |
| 1990–91      | «Баффало Сейбрс»     | НХЛ          | 31               | 4                | 5                | 9                | 42               | —       | —       | —       | —       | —       |
| 1990–91      | «Торонто Мейпл-Ліфс» | НХЛ          | 37               | 8                | 7                | 15               | 65               | —       | —       | —       | —       | —       |
| 1991–92      | «Торонто Мейпл-Ліфс» | НХЛ          | 33               | 6                | 8                | 14               | 50               | —       | —       | —       | —       | —       |
| 1992–93      | «Торонто Мейпл-Ліфс» | НХЛ          | 55               | 13               | 5                | 18               | 84               | 18      | 2       | 6       | 8       | 42      |
| 1993–94      | «Торонто Мейпл-Ліфс» | НХЛ          | 4                | 0                | 0                | 0                | 4                | —       | —       | —       | —       | —       |
| 1993–94      | «Флорида Пантерс»    | НХЛ          | 39               | 4                | 5                | 9                | 49               | —       | —       | —       | —       | —       |
| Усього в ОХЛ | Усього в ОХЛ         | Усього в ОХЛ | 258              | 165              | 182              | 337              | 317              | 32      | 12      | 9       | 21      | 27      |
| Усього в НХЛ | Усього в НХЛ         | Усього в НХЛ | 1018             | 355              | 372              | 727              | 2049             | 57      | 15      | 17      | 32      | 185     |